# Compresie gravitațională

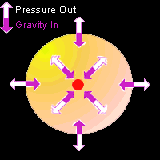
În centrul unei stele, cum ar fi Soarele, presiunea gravitațională este echilibrată de presiunea termică exterioară dată de reacțiile de fuziune, oprind temporar compresia gravitațională.

Compresie gravitațională este un fenomen în care gravitația, acționând asupra masei unui obiect (ceresc), se comprimă, reducând dimensiunile obiectului și crescând densitatea acestuia.